# Carlo Liberati

Erzbischofswappen von Carlo Liberati

Carlo Liberati (* 6. November 1937 in Matelica) ist ein italienischer römisch-katholischer Geistlicher und emeritierter Prälat von Pompei.

## Leben
Die Priesterweihe empfing er am 29. Juli 1962 durch den Bischof von Fabriano e Matelica, Macario Tinti.
Papst Johannes Paul II. ernannte ihn am 5. November 2003 zum Prälaten der Territorialprälatur Pompei. Die Bischofsweihe spendete ihm Kardinalstaatssekretär Angelo Sodano am 10. Januar 2004; Mitkonsekratoren waren Erzbischof Domenico Sorrentino, Sekretär der Kongregation für den Gottesdienst und die Sakramentenordnung, und Giancarlo Vecerrica, Bischof von Fabriano-Matelica. Die feierliche Amtseinführung (Inthronisation) fand am 24. Januar desselben Jahres statt.
Papst Benedikt XVI. verlieh ihm am 7. Juli 2007 den Titel eines Erzbischofs ad personam. Am 10. November 2012 nahm er Liberatis altersbedingtes Rücktrittsgesuch an.